# Relativistická filozofie

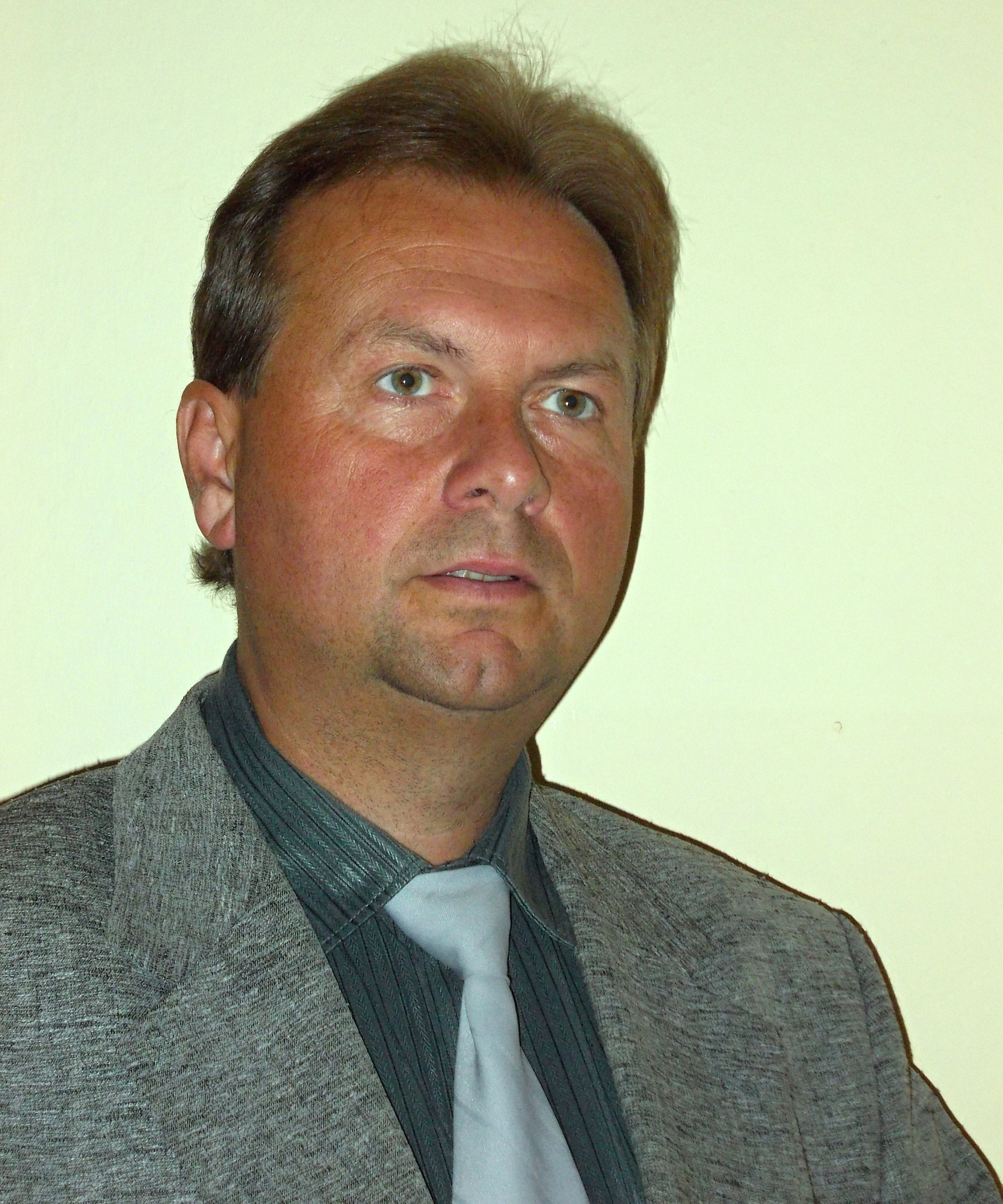
Pavel Tesárek

Relativistická filozofie je principiální teorií bytí, jejímž východiskem je originální paradigma bytí, ze kterého je prostřednictvím důsledné analýzy jevů uvědomovaného světa odhalována nejprve vzájemná vazba jevů (neexistence jevů jako jednotlivostí) a poté jejich podřízený vztah vůči poznávajícímu a prožívajícímu subjektu (neexistence jevů mimo vědomí). Touto filozofií je prezentována komplementarita teoretické fyziky a metafyziky při zkoumání otázek gnozeologických i ontologických. V jejich rámci relativistická filozofie koresponduje se závěry jedné z interpretací kvantové mechaniky, podle níž pozorované není objektivně dané, děje se pouze v mysli. Relativistická filozofie (z lat. relātiō, tj. vztah, odtud název filozofie) tvoří ucelený logický systém, který je obsahem knižních publikací, jejichž autorem je mystik a filozof Pavel Tesárek. Základní principy relativistické filozofie užíval ve své tvorbě i filozof Ladislav Klíma; filozof a biolog Zdeněk Neubauer tento způsob myšlení považoval za velkou filozofii v nejsilnějším, nejvzácnějším slova smyslu, splňující nejvyšší nároky na podstatné a pravdivé myšlení.

## Vztah k filozofickému relativismu
Relativistickou filozofií se ve své tvorbě zabývá i filozof a právník Karel Pexidr, a to zejména ve smyslu filozofického relativismu. Filozofický relativismus představuje filozofickou metodu, jak lze opustit materialistická myšlenková schémata substanciálního typu – tato schémata činí závislými na vztazích, referenčním systémem tak je vztahová povaha jevů. Zatímco filozofický relativismus vede k odhalování spojitosti jevů tohoto světa (vztah mezi jevy navzájem), relativistická filozofie překonává filozofický relativismus nalezením vztahu, jenž svět překonává (vztah vědomí a světa). Relativistická filozofie obdobným způsobem jako filozofický relativismus opouští materialistická myšlenková schémata substanciálního typu, avšak na rozdíl od něj nezůstává jen na této pozici, neboť zpochybňuje i substanciální předpoklad bytí – uvádí totiž zcela jinou možnost: ač se zdá, že já (vědomí) klade své vlastní bytí proti non já (svět), neznamená to nutně, že non já je čímsi odlišným od já. Referenčním systémem, ke kterému je vše vztaženo, tak podle relativistické filozofie není vztahová povaha jevů, nýbrž vědomí samo. Zatímco filozofický relativismus popírá možnost existence absolutna, relativistická filozofie odhaleným vztahem vědomí a světa odkrývá široké pole ontologických úvah o vztahu vědomí a absolutna. Tyto úvahy korespondují s obsahem Klímovy filozofie, jež srovnáváním vědomí a snu odhaluje základní paradigma bytí v podání relativistické filozofie. Klímou uváděný vztah vnějšího světa a duševních stavů vede k ontologickému závěru relativistické filozofie, že jen filozofický duch, jemuž jsou myšlenky jeho úplnou a jedinou skutečností, je schopen poznání podstaty bytí.

## Vztah ke kvantové fyzice
Spolutvůrce kvantové mechaniky Werner Heisenberg zastával názor, že jednou ze sporných věcí při interpretaci kvantové mechaniky je otázka, jaký smysl (pokud vůbec nějaký) má pojem realita. V souladu se závěry relativistické filozofie hraje podle Heisenberga pozorování rozhodující roli v procesu a skutečnost je různá vždy podle toho, zda ji pozorujeme, či nikoli. Elementární částice, jež mají být podle klasické fyziky základem tohoto světa, nejsou skutečné, tvoří spíše svět tendencí či možností než svět věcí a skutečností. V zájmu udržení objektivity světa nalezla kodaňská interpretace řešení v tvrzení, že pozorovaný svět se stává objektivním teprve v okamžiku pozorování. Kvantový fyzik Fritjof Capra dospěl k závěru, že máme co do činění s podivným druhem fyzikální reality, něco mezi bytím a nebytím. V relativistické filozofii pozbývají v souladu s těmito poznatky moderní fyziky svůj význam tradiční pojmy, jakými jsou prostor a čas, izolované objekty, příčina a následek. Koncepty této fyziky, kterou představují zejména teorie relativity a kvantová fyzika, vykazují překvapující paralely s idejemi vyjádřenými filozofiemi Dálného východu – hinduismu, buddhismu a taoismu. Moderní fyzika potvrdila jednu ze základních myšlenek východní mystiky a relativistické filozofie, že všechny pojmy, které používáme k popisu přírody, nejsou rysy samotné skutečnosti, nýbrž výtvory naší mysli. Relativistická filozofie ve shodě s některými atomovými fyziky a východními mystiky překonává protiklad existence a neexistence, předmětem jejího zájmu je totiž skutečnost, která leží za hranicí existence a neexistence.    